# Liverpool University Press
La Liverpool University Press (LUP) è la terza più antica casa editrice dopo la Oxford University Press e la Cambridge University Press. Dal 1899 (anno della sua fondazione) si è estesa fino a pubblicare più di 70 libri e 22 riviste all'anno. È specializzata soprattutto in letteratura, lingue moderne, storia e arti visive.